# تنفس السائل
تنفس السائل (Liquid breathing) هو شكل افتراضي من أشكال التنفس يقوم فيه كائن يستطيع تنفس الهواء طبيعياً بتنفس غاز الأكسجين من سائل غني به (مثل مركبات بيرفلوروكربون) بدل تنفس أكسجين الهواء.
تمتاز مركبات بيرفلوروكربون بأن انحلالية غاز الأكسجين وثنائي أكسيد الكربون فيها أكبر من الدم.
 ويتيح التنوع في تلك المركبات من حيث اختلاف الانحلالية والكثافة واللزوجة وضغط البخار وانحلالية الدهون فيه إلى وجود تطبيقات مختلفة ممكنة لها.
بالتالي، على أساس نظري بحت يمكن استخدام وسيلة تنفس السائل في تطبيقات طبية، أو كوسيلة مقترحة لاستخدامها في الغوص العميق، أو في رحلات الفضاء المأهولة.
مازال تنفس السائل تقنية تجريبية بحتة، لذا توجد عدة أساليب مقترحة.

## المقاربات

### التهوية السائلة الكلية
ربما تكون التهوية السائلة الكلية (TLV) التي تمتلئ فيها الرئتان بالسائل مفيدة، إلا أن نظام الأنابيب المملوءة بالسائل المطلوب معقد، ويعد أحد العيوب مقارنةَ بالتهوية الغازيّة - يجب أن يتضمن النظام مِكساجًا غشائيًا وسخانًا ومضخات مهمتها توصيل جزيئات البيرفلوروكربون إلى السعة الحيوية للرئة، وتصريفها. أكدت مجموعة بحثية قادها توماس إتش. شافر أن استخدام المعالجات الدقيقة والتكنولوجيا الحديثة، سيجعل التحكم بمتغيرات الجهاز التنفسي كالسعة المتبقية الوظيفية السائلة والحجم الجاري في التهوية السائلة الكلية أفضل منها في التهوية الغازية. وبالتالي، تستدعي التهوية السائلة الكلية جهاز تهوية مخصص لتنفس السائل مماثل لجهاز التنفس الاصطناعي إلا أنه يستخدم سائل التنفس. جُربت نماذج أولية عدة على الحيوانات، لكن يوصي الخبراء بمواصلة تطوير جهاز تنفس السائل وصولًا إلى استخدامه في تطبيقات سريرية. يخضع حاليًا جهاز تنفس سائل اصطناعي (إنوليفنت) للدراسة قبل السريرية والتطوير المشترك في كندا وفرنسا. التطبيق الرئيسي لجهاز التنفس الاصطناعي السائل هذا هو بدء خفض الحرارة العلاجي على نحو سريع جدًا بعد توقف القلب. وثبت أن هذا النمط أكثر أمانًا من التبريد الأبطأ في تجارب توقف القلبية.

### التهوية السائلة الجزئية
التهوية السائلة الجزئية (PLV) تقنية يجري فيها غرس البيرفلوروكربون في الرئة بحجم يقارب السعة المتبقية الوظيفية (نحو40% من سعة الرئة الكلية). توفر التهوية الميكانيكية التقليدية أنفاس الحجم الجاري زيادة على السعة المتبقية الوظيفية المشغولة بالسائل. يبدو هذا النمط من التهوية السائلة حاليًا أكثر جدوى من الناحية التقنية من التهوية السائلة الكلية، إذ يمكن للتهوية السائلة الجزئية أن تستخدم التكنولوجيا المتوفرة حاليًا في الكثير من وحدات العناية المركزة للولدان (NICU) في كل أنحاء العالم.
دُرس تأثير التهوية السائلة الجزئية على الأكسجة والتخلص من ثنائي أكسيد الكربون وميكانيك الرئة في دراسات حيوانية كثيرة باستخدام نماذج مختلفة من إصابات الرئة. أُبلغ عن التطبيقات السريرية للتهوية السائلة الجزئية عند الوِلدان المصابين بمتلازمة الضائقة التنفسية الحادة (ARDS)، أو متلازمة استنشاق العقي، أو فتق الحجاب الحاجز الخلقي، أو متلازمة الضائقة التنفسية (RDS). لتطبيق التهوية السائلة الجزئية بشكل صحيح وفعال يجب:
1. استخدام جرعة صحيحة للوصول إلى حجم رئوي معين (10-15 مل/كغ) لتشغيل الحجم السنخي
2. تعديل جرعة البيرفلوروكربون في الرئة (1-2 مل/كغ/ساعة) لتعويض تبخره من الرئة.

في حال عدم صيانة سائل البيرفلوروكربون في الرئة، لن تتمكن التهوية السائلة الجزئية من حماية الرئة بشكل فعال من القوى الفيزيائية الحيوية المرافقة لاستخدام جهاز التنفس الاصطناعي الغازي.
لم تُطور بعد أنماط تطبيقية جديدة للتهوية السائلة الجزئية.
تنطوي التهوية السائلة الجزئية على ملء الرئتين بسائل. السائل هو مركب كربوني مشبع بالفلور (بيرفلوروكربون)، يسمى أيضًا ليكويفنت أو بيرفلوبرون. يمتاز هذا السائل ببعض الخصائص الفريدة. فهو ذو توتر سطحي منخفض جدًا، مماثل للسورفاكتانت، وهي مادة تُنتج في الرئتين لمنع الحويصلات الهوائية من الانخماص والالتصاق عند الزفير. كثافة البيرفلوروكربون عالية، ينتشر الأكسجين بسهولة عبره، وقد يكون له بعض الخصائص المضادة للالتهاب. في التهوية السائلة الجزئية، تُملأ الرئتان بالسائل، ثم تجري تهوية المريض باستخدام جهاز التنفس التقليدي باستخدام إستراتيجية تهوية واقية للرئة. ويسمى هذا بالتهوية السائلة الجزئية. الغاية أن يساعد السائل على إيصال الأكسجين إلى أجزاء من الرئة مغمورة وممتلئة بالحطام، يفيد السائل في إزالة هذا الحطام وفتح المزيد من الحويصلات الهوائية لتحسين وظائف الرئة. يجب عند دراسة تنفس السائل الجزئي مقارنته باستراتيجية التهوية المبرمجة المصممة لتقليل تلف الرئة.

### بخار البيرفلوروكربون
تبين أن تبخير البيرفلوروكربون باستخدام اثنتين من مواد التخدير الُمبخِرة التي جرت معايرتها خصيصًا للبيرفلوروكربون يُحسن تبادل الغازات في أذية الرئة المحدثة بحمض الأوليك عند الأغنام.
تكون مركبات البيرفلوروكربون ذات ضغط البخار المرتفع مناسبة للتبخير.

### ضبوبات البيرفلوروكربون
ظهر تحسن لافت في الأكسجة وميكانيك الرئة بعد استخدام ضبوبات البيرفلوروأوكتان عند الأغنام البالغة المصابة بأذية رئوية محدثة بحمض الأوليك. عند الخنازير مُستنزَفة السورفاكتانت، ظهر تحسن ثابت في التبادل الغازي وميكانيك الرئة عند استخدام ضبوبات البيرفلوروكربون، جهاز الضبوب ذو أهمية حاسمة في فاعلية تطاير البيرفلوروكربون، إذ ثبت أن تطاير البيرفلوروأوكتان (الأقل نقاء من فلورينرت) غير فعال عند استخدام جهاز ضبوب مختلف عند الأرانب مستنزفة السورفاكتانت. خفضت التهوية السائلة الجزئية وضبوبات البيرفلوروكربون الاستجابة الالتهابية الرئوية.

## الاستخدامات المقترحة

### في الغوص
يزداد ضغط الغاز مع العمق، إذ يرتفع بنحو 1 بار (14.5 رطل لكل بوصة مربعة (100 كيلو باسكال)) كل 10 أمتار حتى الوصول إلى أكثر من 1000 بار في قاع خندق ماريانا. تزداد خطورة الغوص مع زيادة العمق، ويمثل الغوص العميق الكثير من المخاطر. تتعرض كل الحيوانات التي تتنفس على السطح إلى مرض تخفيف الضغط (داء الغواص)، بما فيها الثدييات المائية والبشر الذين يمارسون الغوص الحر. يمكن أن يسبب التنفس في العمق التخدر النيتروجيني وسمية الأكسجين. يمكن أن يسبب حبس النفس خلال الصعود نحو السطح بعد التنفس في العمق صمة هوائية أو انفجار الرئة أو انخماص الرئة.
تٌستخدم مخاليط غاز التنفس الخاصة مثل تريميكس أو هيليوكس لتقليل خطر الإصابة بأمراض الضغط ولكنها لا تمنع حدوثها بالكامل. يمنع الهليوكس حدوث التخدر النيتروجيني لكنه يُعرض الشخص لخطر حدوث رعاش الهيليوم في أعماق تحت 500 قدم (150 م). تحافظ بدلات الغوص الجوية على ضغط الجسم والتنفس عند ضغط 1 بار، ما يقي من معظم مخاطر النزول والصعود والتنفس في الأعماق. لكن هذه البدلات صلبة وكبيرة الحجم وغير متقنة ومكلفة جدًا.
يقدم التنفس السائل خيارًا ثالثًا، فهو يوفر سهولة الحركة التي تمنحها بدلات الغوص المرنة ويقلل المخاطر كما تفعل البدلات الصلبة. بوجود سائل في الرئتين، يتمكن الضغط داخل الرئة من استيعاب التغيرات في ضغط الماء المحيط دون التعرض للضغط الجزئي الغازي الكبير الناتج عند امتلاء الرئة بالغاز. لا يؤدي التنفس السائل إلى إشباع أنسجة الجسم بالنيتروجين عالي الضغط أو الهيليوم مثلما يحدث عند استخدام غير السوائل، لذا يقلل أو يلغي الحاجة إلى تخفيف الضغط ببطء.

## اقرأ أيضاً
- غاز التنفس
- تهوية ميكانيكية